# Маслово (Новосильский район)
Ма́слово — деревня в Новосильском районе Орловской области. Входит в Хворостянское сельское поселение.

## География
Расположена в 26 км от Новосиля и в 5 км от Хворостянки.

## История
Селение получило название от фамилии помещиков Масловых, чьи земли находились в Тульской и Орловской губерниях, в которых разбросаны одноимённые поселения. В письменных источниках упоминается за 1646 год в ПКНУ как деревня Вышняя Обакумова (по нахождению деревни на левом Абакумовском верхе Матарина оврага, по которому протекал, в настоящее время пересыхающий, Матарин ручей, впадающий в Зушу), Маслова тож.  Относилось к Перестряжскому приходу (меньшая часть) Космо - Дамианской церкви, а бо́льшая часть — к приходу Кирико - Улитской церкви села Кириллово (в просторечии Кирики). В деревне имелась земская школа. Достопримечательностью деревни является большой Графский пруд, искусственно созданный в месте истока ручья Матарин, в котором и сейчас бьют роднички и водится разная речная рыба.
По дороге к Графскому пруду стоят могучие древние дубы в которые неоднократно била молния.
Имеется ещё два пруда Новый и Нижний, они соеденины ручьем.
Другая достопримечательность "Колхозный сад" (Яблоневый сад). В саду растут яблони сортов Антоновка, коричное полосатое и другие.

## Население
| 1816 | 1857 | 1859 | 1915 | 2010 |
| ---- | ---- | ---- | ---- | ---- |
| 149  | ↗268 | ↘245 | ↘26  | ↗62  |

В 1816 году в деревне насчитывалось 149 чел. (70 - м, 79 - ж.) и владельцем был князь С.С.Гагарин. В списках населённых мест Тульской губернии за 1859 год указано 245 человек и 25 дворов. В 1915 году — 412 человек (200 - м, 212 - ж ) и 66 дворов .
По состоянию на 2016 год деревня постепенно вымирает. В связи с закрытием фермы и отсутствием работы молодые люди уезжают в близлежащие поселения Селезнево, Новосиль, Мценск. 
Местная достопримечательность "Графский пруд" в связи с частым посещениям туристов и купающихся забит мусором. По состоянию на 2016 год практически зарос водорослями и трясиной.

## Ссылка
- Военно-топографическая карта Российской Империи XIX века (карта Шуберта) - Тульская губерния